# Canton de Condrieu
Le canton de Condrieu est une ancienne division administrative française, située dans le département du Rhône en région Rhône-Alpes.

## Composition
Le canton de Condrieu comprenait 10 communes :
- Ampuis
- Condrieu
- Les Haies
- Loire-sur-Rhône
- Longes
- Saint-Cyr-sur-le-Rhône
- Saint-Romain-en-Gal
- Sainte-Colombe
- Trèves
- Tupin-et-Semons

## Histoire
Créé en 1790, le canton avait pour chef-lieu la commune de Sainte-Colombe jusqu'en 1833.
Il disparaît à l'issue des élections départementales de mars 2015, qui voient le redécoupage cantonal du département. Il est englobé dans le canton de Mornant.

## Représentation

### Conseillers généraux de 1833 à 2015
| Période                                  | Période      | Identité                    | Étiquette                 | Qualité |
| ---------------------------------------- | ------------ | --------------------------- | ------------------------- | --- |
| Les données manquantes sont à compléter. |              |                             |                           | |
| 1833                                     | 1839         | Jean-Baptiste Chassagnieux  |                           | Notaire royal, maire de Condrieu (1830-1843)                                                                       |
| 1839                                     | 1848         | Gabriel Faugier             |                           | Notaire, maire de Sainte-Colombe, conseiller d'arrondissement                                                      |
| 1848                                     | 1855         | Laurent Rémillieux          |                           | Notaire à Condrieu                                                                                                 |
| 1855                                     | 1861         | Henri Dugas de La Boissonny |                           | Rentier, manufacturier, Saint-Genis-Laval, député (1852-1857)                                                      |
| 1861                                     | 1864 (décès) | Marius Pichat               |                           | Propriétaire du château du Rosay Maire de Condrieu (1855-1863)                                                     |
| 1864                                     | 1871 (décès) | René Dardel                 |                           | Architecte de la ville de Lyon                                                                                     |
| 1871                                     | 1877         | Pierre Emile Plasson        | Droite                    | Directeur des bateaux à vapeur omnibus, Condrieu                                                                   |
| 1877                                     | 1880 (décès) | Pierre Gabert (1833-1880)   | Républicain               | Constructeur-mécanicien à Lyon                                                                                     |
| 1880                                     | 1888         | Marius Fond                 | Républicain               | Marchand de vin Maire de Condrieu (1878-1897)                                                                      |
| 1888                                     | 1904 (décès) | Eugène Genet                | Rad.                      | Notaire, ancien adjoint au maire de Saint-Jean-de-Bournay (Isère) Député (1893-1904) Maire de Condrieu (1897-1904) |
| 1904                                     | 1907         | Jean-François Razuret       | Rad.                      | Propriétaire à Lyon, maire d'Ampuis (1908-1918)                                                                    |
| 1907                                     | 1913         | Antoine Mas                 | Républicain Progressiste  | Banquier à Condrieu, maire de Tupin-et-Semons (1900-1938), conseiller d'arrondissement                             |
| 1913                                     | 1921 (décès) | Jean Peyret                 | Rad.                      | Distillateur liquoriste Conseiller municipal de Longes Député (1914-1919)                                          |
| 1921                                     | 1938 (décès) | Antoine Mas                 | Républicain puis Rad.ind. | Banquier à Condrieu, maire de Tupin-et-Semons                                                                      |
| 1939                                     | 1940         | Charles Gallet              | FR                        | Maire d'Ampuis (1930-?)                                                                                            |
|                                          |              |                             |                           | |
| 1945                                     | 1964         | Marius Cellard              | Radical-RGR puis UFF      | Menuisier à Condrieu                                                                                               |
| 1964                                     | 1988         | Alfred Gérin                | MRP puis CDP puis UDF-CDS | Agriculteur Sénateur (1977-1986) Maire d'Ampuis                                                                    |
| 1988                                     | 2008         | Gabriel Montcharmont        | PS                        | Professeur de lycée honoraire Maire de Condrieu (1983-2008) Député (1988-1993 et 1997-2002)                        |
| 2008                                     | 2015         | Bernard Catelon             | PS                        | Agent immobilier Conseiller municipal de Condrieu                                                                  |

### Conseillers d'arrondissement (de 1833 à 1940)
| Période                                  | Période | Identité        | Étiquette                | Qualité |
| ---------------------------------------- | ------- | --------------- | ------------------------ | --- |
| 1833                                     | 1836    | M. Cadier       |                          | Avocat, propriétaire à Condrieu                                                                             |
| 1836                                     | 1839    | Gabriel Faugier |                          | Notaire, maire de Sainte-Colombe                                                                            |
| 1839                                     | 1848    | M. Dervieux     |                          | Avocat à la Cour royale, propriétaire à Lyon                                                                |
|                                          |         |                 |                          | |
| 1877                                     | 1883    | M. Richard      | Républicain              | |
| 1883                                     | 1904    | Joseph Leymain  | Républicain              | Propriétaire agriculteur, maire d'Ampuis                                                                    |
| 1904                                     | 1907    | Antoine Mas     | Républicain              | Banquier, maire de Tupin-et-Semons                                                                          |
| 1907                                     | 1919    | M. Dalban       | Républicain progressiste | Propriétaire à Ampuis                                                                                       |
| 1919                                     | 1922    | M. Brun         | Radical                  | |
| 1922                                     | 1928    | M. Coste        | Radical                  | |
| 1928                                     | 1940    | J. Carillant    | Radical                  | Horticulteur, maire de Saint-Romain-en-Gal                                                                  |
| 1940                                     |         |                 |                          | Les conseils d'arrondissement ont été suspendus par la loi du 12 octobre 1940 et n'ont jamais été réactivés |
| Les données manquantes sont à compléter. |         |                 |                          | |

## Évolution démographique
| 1962   | 1968   | 1975   | 1982   | 1990   | 1999   | 2006   | 2011   | 2012   |
| ------ | ------ | ------ | ------ | ------ | ------ | ------ | ------ | ------ |
| 10 655 | 11 861 | 11 524 | 12 073 | 12 907 | 14 246 | 15 827 | 16 712 | 16 863 |